# Lapptjärnen (Resele socken, Ångermanland)
Lapptjärnen är en sjö i Sollefteå kommun i Ångermanland och ingår i Ångermanälvens huvudavrinningsområde.